# Урядник
Урядник, похідне від «уряд» (лат. officium — «служба») — у XIV—XVIII ст. в Королівстві Польському, Великому князівстві Литовському, Речі Посполитій та козацькій державі (Війську Запорозькому, Гетьманщині) — означення осіб, котрі виконують певні функції в найрізноманітніших сферах із забезпечення функціонування держави, двору верховного володаря (монарха, гетьмана), самоврядних (напр., шляхетські корпорації, міські громади на магдебургському праві) та професійних (напр. цехи) громад, королівських та приватних маєтків.
Варто мати на увазі слабку розчленованість у ранньомодерний час публічної та приватної сфер, відповідно і різних груп урядників, скажімо, центральних і надвірних. Уряд як сукупність судово-адміністративних обов'язків особи, наділеної владними повноваженнями в межах певної території переважно з руки верховного володаря, сприймався як привілей, що вирізняє особу та надає їй гідності. Уявлення про нього як про почесну службу тісно пов'язане з відсутністю сталої платні за виконання повноважень, які часто передбачали досить значні витрати. Існували уряди й суто почесні, практично без будь-яких обов'язків. Винагородою за службу зазвичай ставали земельні надання від верховного володаря та неформальні прибутки, пов'язані, зокрема, з лобіюванням інтересів окремих осіб та груп. Позірно уряд нагадує посаду в сучасній корумпованій системі державного управління, однак за своєю суттю вони принципово різняться. Винагорода за службу та неформальні доходи урядників, а також їхня протекція наближеним особам були невід'ємним легітимним елементом поняття «уряду». 
Існували 3 гол. групи урядів, які загалом усталилися на кінець XVI ст.: надвірні, центральні та земські.
У Російській імперії — нижній чин повітової поліції.
У XX ст. вживається як синонім урядовця.
Також військове звання унтер-офіцерського складу в козацьких військах.
Старший урядник (старший унтер-офіцер) — безпосередній командир взводу.
Молодший урядник (молодший унтер-офіцер) — його помічник.